# Związek gmin Althengstett
Związek gmin Althengstett – związek gmin (niem. Gemeindeverwaltungsverband) w Niemczech, w kraju związkowym Badenia-Wirtembergia, w rejencji Karlsruhe, w regionie Nordschwarzwald, w powiecie Calw. Siedziba związku znajduje się w miejscowości Althengstett, przewodniczącym jego jest Jörg Nonnenmann.
Związek zrzesza cztery gminy wiejskie:
- Althengstett, 7 885 mieszkańców, 19,16 km²
- Gechingen, 3 774 mieszkańców, 14,68 km²
- Ostelsheim, 2 439 mieszkańców, 9,23 km²
- Simmozheim, 2 814 mieszkańców, 9,50 km²